# Maria Cioncan
Maria Cioncan (ur. 19 czerwca 1977 w Maieru, zm. 21 stycznia 2007 niedaleko Plewen w Bułgarii) – rumuńska lekkoatletka, specjalizująca się w biegach średniodystansowych, medalistka olimpijska.
Największym osiągnięciem Rumunki był brązowy medal w biegu na 1500 metrów podczas Igrzysk Olimpijskich w Atenach w 2004. Przegrała wówczas jedynie z Brytyjką Kelly Holmes i Rosjanką Tatianą Tomaszową. Podczas tych igrzysk była także 7. w biegu na 800 metrów.
W 2002 wygrała bieg na 1500 metrów podczas Superligi Pucharu Europy w Annecy, trzy lata później powtórzyła to osiągnięcie w biegu na 800 metrów na Superlidze Pucharu Europy we Florencji. W 2006 wygrała bieg na 800 m podczas halowego Pucharu Europy we francuskim Liévin. Wielokrotnie zdobywała złote medale mistrzostw Rumunii zarówno na stadionie jak i w hali.
Cioncan zginęła w wypadku samochodowym, gdy wracała z obozu treningowego z Grecji.

## Rekordy życiowe
- bieg na 800 m – 1:59,44 min (2004)
- bieg na 1500 m – 3:58,39 min (2004)
- bieg na 800 m (hala) – 2:01,70 (2006)
- bieg na 1500 m (hala) – 4:07,89 (2001)
- bieg na 2000 m (hala) – 5:49,72 (2002)
- bieg na 3000 m (hala) – 8:57,83 (2001)